# Gaston Bullier
Gaston Bullier foi um ciclista francês que participava em competições de ciclismo de pista. Representou França nos Jogos Olímpicos de Verão de 1900, competindo na corrida de velocidade.